# Garcíñigo
Garcíñigo fue una localidad española, hoy día deshabitada, del municipio de Barbalos, perteneciente a la provincia de Salamanca, en la comunidad autónoma de Castilla y León.

## Historia
A mediados del siglo XIX, el lugar, una alquería agregada al ayuntamiento de Barbalos, tenía contabilizada una población de 11 habitantes. Aparece descrito en el octavo volumen del Diccionario geográfico-estadístico-histórico de España y sus posesiones de Ultramar de Pascual Madoz de la siguiente manera: 

GARCIÑIGO: alq. agregada al ayunt. de Barbalos en la prov. de Salamanca, part. jud. de Sequeros: sit. en un pequeño collado con buena ventilacion y clima sano. Confina al N. con su ayunt.; E. Corral de Garciñigo; S. Escurial de La Sierra, y O. Arévalos, estendiéndose en todas direcciones como 1/4 de leg. El terreno es ligero y pizarroso, cubierto de montes de encina con algunos prados y valles. prod.: trigo, centeno, algarrobas, y algunos garbanzos, bastante lino y patatas, hay ganados de todas clases que aprovechan las yerbas de los prados y caza menor. pobl.: 2 vec., 11 alm. Contribuye con su ayuntamiento.
(Madoz, 1847, p. 310)

La entidad singular de población de Garcíñigo tenía empadronados 2 habitantes en 2003. Desde entonces está despoblada.